# دانيلا بوباديلا
دانيلا بوباديلا (ولدت في 4 أبريل 1993) ممثلة كندية ولدت في المكسيك ، أخر أعمالها في والدة السيد تروب مع جورج لوبيز .

## روابط خارجية
- دانيلا بوباديلا على موقع IMDb (الإنجليزية)
- دانيلا بوباديلا على موقع روتن توميتوز (الإنجليزية)
- دانيلا بوباديلا على موقع قاعدة بيانات الفيلم (الإنجليزية)